# Heimo Schwilk

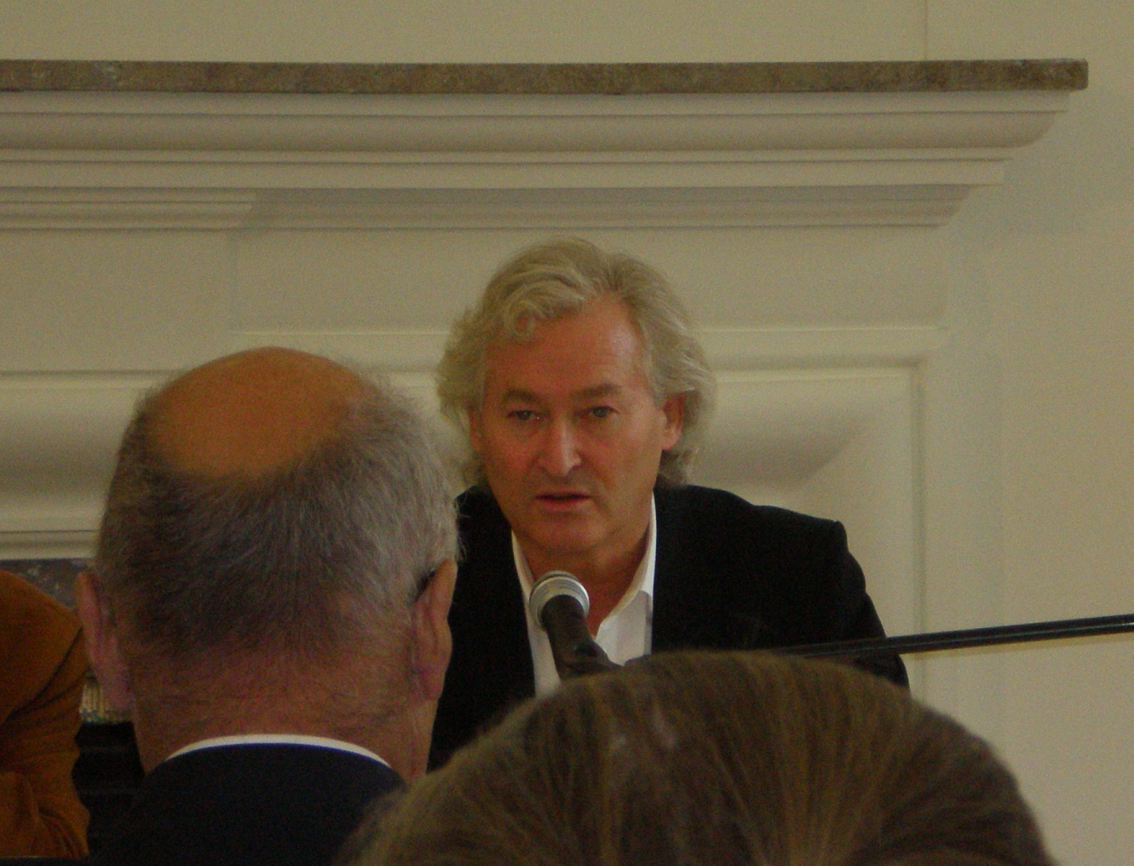
Heimo Schwilk bei einer Lesung in Potsdam 2008

Heimo Schwilk (* 23. Oktober 1952 in Stuttgart) ist ein deutscher Journalist und Autor.

## Leben
Heimo Schwilk entstammt einer bildungsbürgerlichen Familie aus Esslingen am Neckar, wo er von 1964 bis 1968 das humanistische Georgii-Gymnasium besuchte. Von 1968 bis 1972 war er Schüler der evangelischen Klosterschulen Maulbronn und Blaubeuren und legte 1972 das Abitur ab.
Als Zeitsoldat bei der Bundeswehr wurde er Fallschirmjägeroffizier, machte eine Einzelkämpferausbildung und erhielt mehrere Auszeichnungen.
Nach seiner Dienstzeit studierte er 1976 bis 1981 in Tübingen Germanistik, Geschichte und Philosophie und schloss mit dem Staatsexamen ab. Danach wirkte er als freier Journalist (Esslinger Zeitung, Stuttgarter Zeitung, Rheinischer Merkur, Frankfurter Allgemeine Zeitung, Die Presse u. a.) und trat im Frühjahr 1986 in die Feuilleton-Redaktion der Bonner Wochenzeitung Rheinischer Merkur/Christ und Welt ein. Er lebte in Bonn und reiste in den Jahren vor der Wende regelmäßig in die DDR, wo er Kontakte mit jungen Autoren knüpfte, denen er ein Forum in seiner Zeitung gab. Seit 1991 arbeitete er als leitender Redakteur für die Welt am Sonntag in Berlin. 1991 wurde ihm für seine Reportagen über den Golfkrieg der Theodor-Wolff-Preis „für herausragenden Journalismus“ verliehen. Als Journalist hatte Schwilk im Februar 1991 nicht nur für den Rheinischen Merkur, sondern auch für das Heute Journal des ZDF aus Saudi-Arabien berichtet. Im gleichen Jahr veröffentlichte er den Erlebnisbericht Was man uns verschwieg. Der Golfkrieg in der Zensur (Ullstein), der sich mit der amerikanischen Informationspolitik auseinandersetzt.
Schwilk ist als Autor und Herausgeber einer Reihe von Büchern über den Schriftsteller Ernst Jünger bekannt geworden, mit dem er befreundet war. 2014 wurde bei Klett-Cotta die Neuausgabe seiner zuerst 2007 erschienenen, beachteten Biografie Ernst Jünger. Ein Jahrhundertleben herausgegeben. In den neunziger Jahren trat Schwilk auch als politischer Publizist in Erscheinung: Der Sammelband Die selbstbewusste Nation (herausgegeben mit Ulrich Schacht), in dem auch der umstrittene Essay Anschwellender Bocksgesang von Botho Strauß enthalten ist, löste im Herbst 1994 eine öffentliche Kontroverse aus. 1997 folgte der ebenfalls heftig diskutierte Essayband Für eine Berliner Republik.
1994 und 1995 gehörte Schwilk mit Ulrich Schacht, Rainer Zitelmann und Klaus Rainer Röhl zu den Initiatoren des anti-antifaschistischen Berliner Appells und des Aufrufs „Appell 8. Mai 1945 – gegen das Vergessen“, mit dem der Begriff der „Befreiung“ durch die Alliierten in Frage gestellt und an die Unterdrückung im sowjetisch besetzten Osteuropa erinnert werden sollte.
Zu den Autoren der Sammelbände, die Schwilk herausgab, gehörten neben Botho Strauß auch Manfred Brunner, Peter Gauweiler, Klaus Modick, Alfred Mechtersheimer, Martin Mosebach, Heiner Müller, Ernst Nolte, Hanns-Josef Ortheil, Lutz Rathenow, Klaus Rainer Röhl, Rüdiger Safranski, Hans-Peter Schwarz, Brigitte Seebacher-Brandt, Peter Sloterdijk, Robert Spaemann, Eberhard Straub, Hans-Jürgen Syberberg und Michael Wolffsohn. Auch mit dem Kulturwissenschaftler Uwe Wolff arbeitete Schwilk zusammen.
2006 promovierte Schwilk bei dem Berliner Literaturwissenschaftler Hans Dieter Zimmermann im Fach Germanistik am Institut für Deutsche Philologie, Allgemeine und Vergleichende Literaturwissenschaft der TU Berlin. Heimo Schwilk war bis 2015 Leitender Redakteur der Welt am Sonntag. Er lebt weiterhin bei Berlin. Für seine Jünger-Biografie wurde ihm 2014 in Treviso der Premio Comisso für die beste Biografie verliehen.
2018 unterzeichnete er die Gemeinsame Erklärung 2018 gegen Masseneinwanderung. 2019 unterzeichnete er den Aufruf gegen Haß und Gewalt, für Debattenkultur!, der eine sachbezogene und weniger polemische Auseinandersetzung mit der AfD einfordert.
Wegen eines Beitrags von Schwilk wurde 2023 der Sammelband Angst, Politik, Zivilcourage vom Gemeinschaftswerk der Evangelischen Publizistik (GEP) aus dem Handel genommen. Laut GEP gibt es in dem Beitrag Passagen, die weder mit den publizistischen Standards der evangelischen Publizistik vereinbar noch durch die Meinungsfreiheit gedeckt seien. Völlig unakzeptabel sei die offene Propagierung von mehreren als gesichert rechtsextremistisch eingestuften Medien und eine zutiefst antisemitische Formulierung. Die Einstellung des Verkaufs stieß wiederum auf Kritik. Der Gießener Pädagogikprofessor und ehemalige Beirat der Bundeszentrale für politische Bildung Wolfgang Sander bezeichnete den Verkaufsstopp als „massiven Eingriff in die Meinungsfreiheit“. Schwilk selbst hat den Vorwürfen des Antisemitismus in einer Stellungnahme widersprochen.

## Werke
- Ernst Jünger. Leben und Werk in Bildern und Texten, Klett-Cotta 1988
- Das Echo der Bilder. Ernst Jünger zu Ehren, Klett-Cotta 1990
- Wendezeit – Zeitenwende. Beiträge zur Literatur der achtziger Jahre, Bouvier 1991
- Was man uns verschwieg. Der Golfkrieg in der Zensur, Ullstein 1991
- Die selbstbewusste Nation. „Anschwellender Bocksgesang“ und weitere Beiträge zu einer deutschen Debatte, Ullstein 1994
- Magie der Heiterkeit. Ernst Jünger zum Hundertsten, Klett-Cotta 1995 (zusammen mit Günter Figal)
- Herausgeber der Reihe Dichter sehen ihre Stadt u. a. m. Walter Kempowski, Jürgen Hultenreich, Ulrich Schacht, Ullstein 1994
- Für eine Berliner Republik. Streitschriften, Reden, Essays, München 1997 (zusammen mit Ulrich Schacht)
- Hans-Georg Gadamer. La Filosofia nella crisi del moderno, Herrenhaus 2000 (zusammen mit Günter Figal)
- Il mio cuore avventuroso. Passaggi nel fuoco e nel ghiaccio, Herrenhaus 2001
- Die Stadt der Kinder, Book on Demand 2003
- Die Türen zum Glück, Langen Müller 2007
- Ernst Jünger. Ein Jahrhundertleben. Die Biografie, Piper 2007
- Hermann Hesse: Das Leben des Glasperlenspielers, Piper, München 2012, ISBN 978-3-492-05302-0.
- Ernst Jünger: Feldpostbriefe an die Familie 1915–1918, Klett-Cotta, Stuttgart 2014, ISBN 978-3-608-93950-7.
- Rilke und die Frauen. Biografie eines Liebenden, Piper 2015, ISBN 978-3-492-05637-3.
- Luther. Der Zorn Gottes, Blessing, München 2017, ISBN 978-3-89667-522-4.
- Mein abenteuerliches Herz (I), Manuscriptum, 2021, ISBN 978-3-948075-34-7

## Auszeichnungen
- 1992 Verleihung Theodor-Wolff-Preis des Bundesverbands Deutscher Zeitungsverleger
- 2014 Literaturpreis Premio Comisso
- 2015 Gerhard-Löwenthal-Ehrenpreis für besondere publizistische Verdienste der Förderstiftung Konservative Bildung und Forschung in Berlin[9].

### Journalistische Beiträge
- Veröffentlichte Artikel in den Zeitungen „Die Welt“ und „Welt am Sonntag“

### Kritiken
- Gunnar Sohn: Das Ende einer Debatte – Heimo Schwilk beschreibt das Leben und Werk des Ernst Jüngers, bei: prcenter, 2. Januar 2008
- Webcritics – Ernst Jünger. Ein Jahrhundertleben